# Anania perlucidalis
Anania perlucidalis là một loài bướm đêm thuộc họ Crambidae. Nó được tìm thấy ở châu Âu.
Sải cánh dài 21–23 mm. Con trưởng thành bay từ tháng 6 đến tháng 8 tùy theo địa điểm.
Ấu trùng ăn các loài Cirsium oleraceum và other Cirsium.